# Mistrzostwa Świata w Półmaratonie 1999
8. Mistrzostwa Świata w Półmaratonie – zawody lekkoatletyczne, które odbyły się 3 października 1999 roku we włoskim Palermo.

## Rezultaty

### Mężczyźni
|               | Złoto                                                               | Srebro                                                 | Brąz                                            |
| Indywidualnie | Paul Tergat 1:01:50                                                 | Hendrick Ramaala 1:01:50                               | Tesfaye Jifar 1:01:51                           |
| Drużynowo     | Południowa Afryka · Hendrick Ramaala · Abner Chipu · Muleki Nobanda | Etiopia · Tesfaye Jifar · Tesfaye Tola · Fekadu Degefu | Kenia · Paul Tergat · Laban Chege · Sammy Korir |

### Kobiety
|               | Złoto                                                        | Srebro                                                  | Brąz                                                              |
| Indywidualnie | Tegla Loroupe 1:08:48                                        | Mizuki Noguchi 1:09:12                                  | Catherine Ndereba 1:09:23                                         |
| Drużynowo     | Kenia · Tegla Loroupe · Catherine Ndereba · Joyce Chepchumba | Japonia · Mizuki Noguchi · Reiko Tosa · Hiromi Katayama | Rosja · Walentina Jegorowa · Lyudmila Biktashyova · Alina Iwanowa |

## Występy reprezentantów Polski

### Mężczyźni
- Leszek Lewandowski zajął 76. miejsce z czasem 1:07:25

### Kobiety
- Krystyna Pieczulis zajęła 49. miejsce z czasem 1:18:02